# Vulmont
Vulmont é uma comuna francesa na região administrativa de Grande Leste, no departamento de Mosela. Estende-se por uma área de 3,09 km². Em 2010 a comuna tinha 33 habitantes (densidade: 10,7 hab./km²).